# Ablabesmyia ensiceps
Ablabesmyia ensiceps är en tvåvingeart som beskrevs av Chaudhuri, Debnath och Nandi 1983. Ablabesmyia ensiceps ingår i släktet Ablabesmyia och familjen fjädermyggor. Inga underarter finns listade i Catalogue of Life.